# خوتیبوز
خوتیبوز (به چکی: Chotěbuz) یک منطقهٔ مسکونی در جمهوری چک است که در ناحیه کاروینا واقع شده‌است. خوتیبوز ۱۰٫۶۱ کیلومتر مربع مساحت و ۱٬۰۸۸ نفر جمعیت دارد و ۳۳۰ متر بالاتر از سطح دریا واقع شده‌است.